# Чоко-Мару (3515)
Чоко-Мару (Choko Maru) — судно, яке під час Другої світової війни взяло участь у операціях японських збройних сил в архіпелазі Бісмарка та Мікронезії.

## Передвоєнна історія
Чоко-Мару спорудили в 1939 році на верфі Tama Zosensho в Тамано на замовлення компанії Taiyo Kogyo.
19 липня 1941-го судно реквізували для потреб Імперського флоту Японії. З 20 вересня по 14 жовтня воно пройшло певну модернізацію на верфі військово-морських сил у Куре (надалі, у вересні 1942-го, судно отримає озброєння з однієї 75-мм польової гармати Тип 38, яку вже у листопаді 1942-го замінять на кілька флотських гармат).
У листопаді 1941-го Чоко-Мару здійснило рейс до Маріанських островів, де відвідало Паган та Сайпан, а на початку грудня прибуло назад до Японії.

## Перші воєнні рейси
З грудня 1941-го по червень 1942-го Чоко-Мару виконало численні рейси у водах Японії та прилеглих районів і відвідало (деякі не по одному разу) Муроран (Хоккайдо), Палау (важливий транспортний хаб на заході Каролінських островів), Йокосуку, Хакодате (Хоккайдо), Токіо, острови Тітідзіма, Хахадзіма та Іводзіма (архіпелаг Огасавара), острів Мінамі-Торісіма, Тініан (Маріанські острови), Осаку, Моджі, Чіннампо (на західному узбережжі Корейського півострова в усті річки Тедонган), Такао та Кірун (наразі Гаосюн та Цзілну на Тайвані), Йоккаїчі, Куре, Нагою.
З 24 червня по 11 липня 1942-го Чоко-Мару пройшло ремонт на верфі Mitsui Engineering and Shipbuilding у Тамано, після чого продовжило свої рейси. До кінця вересня воно побувало в Йокогамі, Отару (Хоккайдо), Raichishi, Чірікоро та Асасе в підконтрольній японцям частині Сахаліну, Осаку, Хакодате, Йокогаму.

## Рейс до архіпелагу Бісмарка
На початку серпня 1942-го союзники висадились на сході Соломонових островів, що започаткувало 7-місячну битву за Гуадалканал та змусило японське командування перекидати сюди підкріплення. 26—27 вересня Чоко-Мару пройшло з японського порту Уджіна до корейського Пусану, а вже 28 числа прибуло до Саєкі на острові Кюсю. 29 вересня судно вийшло звідси у складі конвою «Окі № 4», який 13 жовтня прибув до Рабаулу — головної передової бази в архіпелазі Бісмарка, з якої провадились операції на Соломонових островах та сході Новій Гвінеї.
20—26 жовтня 1942-го Чоко-Мару пройшло у складі конвою з Рабаулу до Палау (важливий транспортний хаб на заході Каролінських островів), звідки 1—10 листопада перейшло до Японії.

## Служба у листопаді 1942— вересні 1943
Після повернення з архіпелагу Бісмарка судно протягом трьох місяців працювало переважно у водах Японії із заходами в порти Муроран, Йокосука, Моджі, Фушікі, Катаяма, Ніїхама. При цьому у грудні 1942 — січні 1943 Чоко-Мару здійснило два кругові рейси на захід Каролінських островів (щонайменше в одному випадку воно доправило до Японії боксити, які видобували на Палау).
23 лютого 1943-го Чоко-Мару вирушило до Південно-Східної Азії. Наприкінці місяця воно досягнуло Такао, звідки на початку березня перейшло до Маніли. 10 березня судно рушило далі на південь та 16 числа досягнуло Макассару на південно-західному узбережжі індонезійського острова Сулавесі. У цьому районі воно перебувало кілька тижнів, побувало в Помалаа на південно-східному півострові Сулавесі (тут видобували нікелеву руду), а в кінці квітня — першій половині травня пройшло через Манілу та Такао до Японії.
Наступні місяці Чоко-Мару знову здійснювало рейси у водах Японії та прилеглих територій, де відвідало Ніїхаму, Куре, Міїке, Йокосуку, Тітідзіму (острови Огасавара), Сайпан та Роту (Маріанські острови), Йокогаму, Муроран, Нагою, Вакамацу, Дайрен (наразі китайський Далянь), Кобе, Тамано, Осаку.

## Рейси до Мікронезії
У вересні 1943-го Чоко-Мару вирушило з Сімоносекі на атол Трук в центральній частині Каролінських островів (тут ще до війни створили потужну базу японського ВМФ, з якої до лютого 1944-го провадились операції у цілому ряді архіпелагів). 17 вересня судно досягло Труку, а вже за три доби вирушило звідси у складі конвою № 4920, який 24 вересня досягнув Сайпану. 30 вересня Чоко-Мару прибуло до японського порту Сасебо.
До початку вересня 1943-го Чоко-Мару побувало у китайських портах Ціндао та Дайрен, а потім у Мурорані, Кавасакі, Токіо та Йокосуці. 7 листопада воно знову вирушило на Трук у складі конвою № 3107, який досягнув пункту призначення 20 числа.
23 листопада Чоко-Мару, маючи серед вантажу бочки з пальним, труби та пиломатеріали, попрямувало разом з конвоєм № 5223 з Труку на атол Кваджелейн (Маршаллові острови), якого досягнуло 1 грудня. Вранці 5 грудня судно все ще здійснювало розвантаження, коли Кваджелейн став ціллю для потужного удару авіаносного з'єднання. Під час першого нальоту Чоко-Мару отримало влучання двома бомбами у машинне відділення та один з трюмів і загорілось. Невдовзі відбувся другий наліт, котрий призвів до влучання бомби у ще один трюм. Спроби японців загасити пожежу тривали до ранку 6 грудня, коли судно сіло на ґрунт. Наслідком атаки також стала загибель чотирьох членів екіпажу Чоко-Мару.
Наразі рештки Чоко-Мару відомі у дайверів як «Розв'язка барракуд» («Barracuda Junction»). У трюмах можна побачити залишки вантажу, на па палубі в районі корми розкидані артилерійські снаряди.